# Stadtbefestigung Möckern

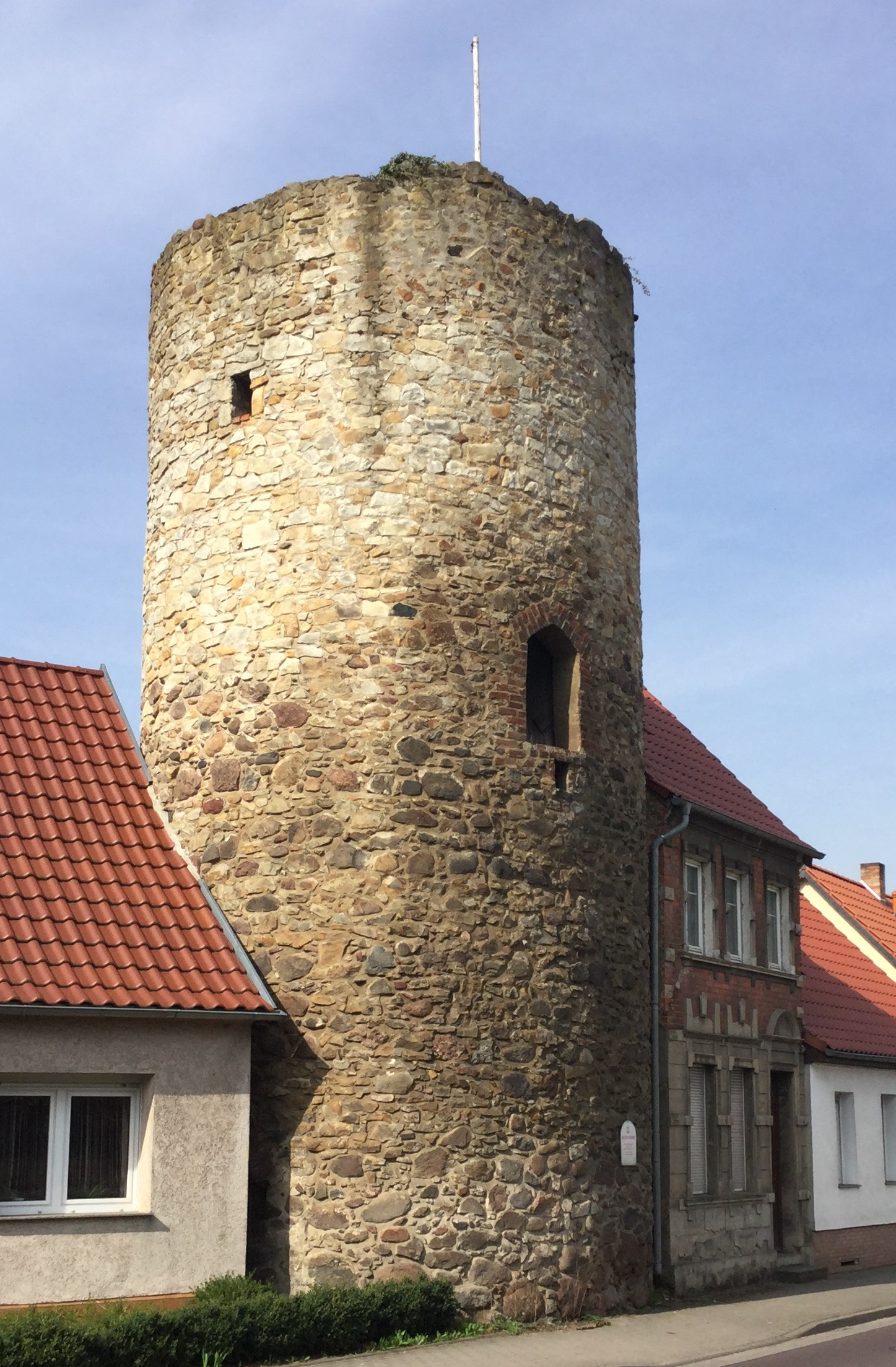
Grätzer Tor

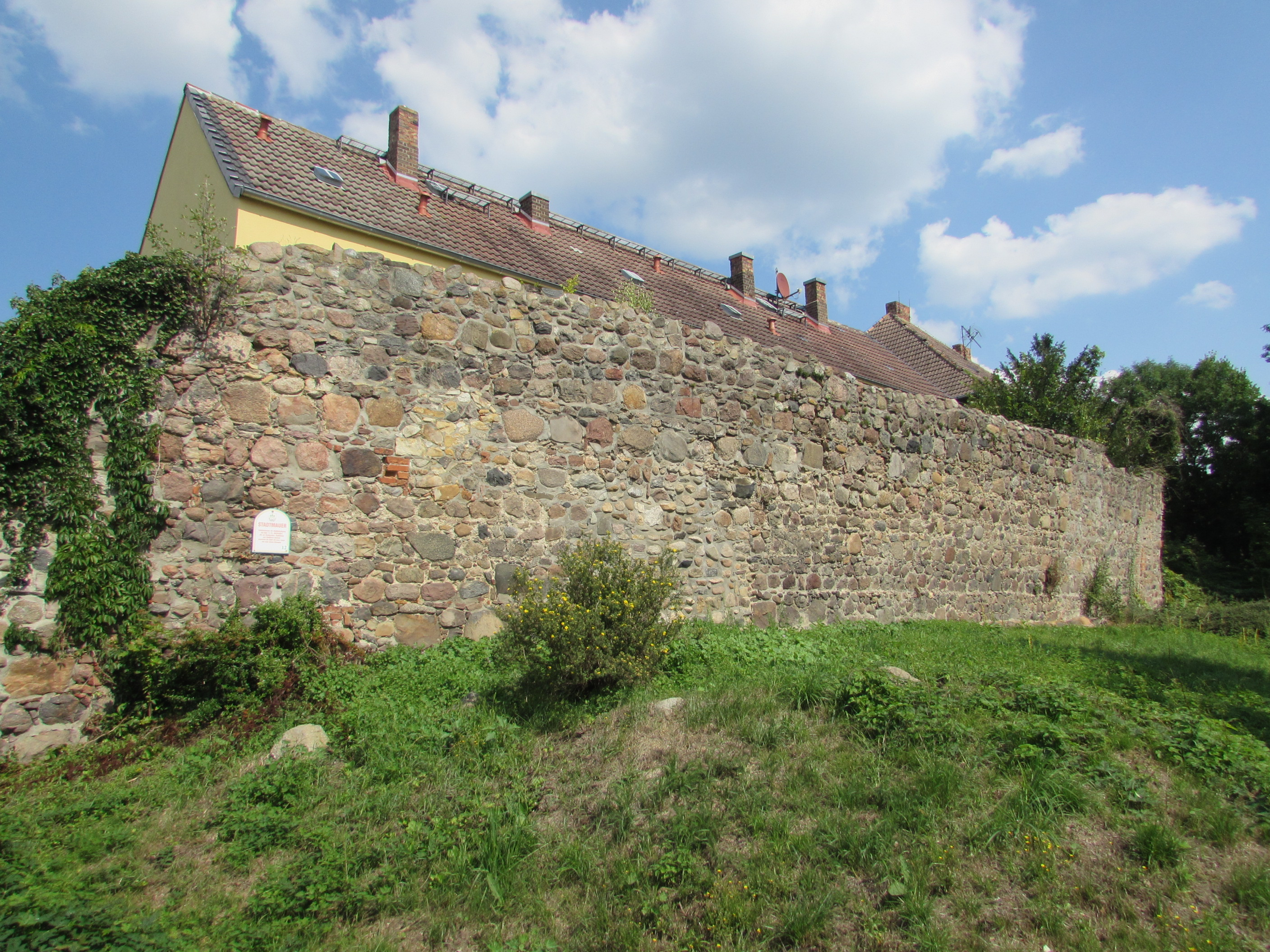
Stadtmauer

Die Stadtbefestigung Möckern ist die in Teilen erhaltene historische Stadtbefestigung der Stadt Möckern in Sachsen-Anhalt.

## Architektur und Geschichte
Sie geht bis auf das 11. und 12. Jahrhundert zurück und ist als aus Feldsteinen errichtete Stadtmauer mit vorgelagertem Grabensystem insbesondere im Osten und Süden der Möckerner Altstadt, im Bereich der Straßen Am Münzberg, Am Park, Grätzer Straße und
Kirchstraße, erhalten. Am südlichen Zugang zur Stadt an der Brücke über die Ehle ist der Stumpf des Rundturms des Grätzer Tors erhalten. Die aus Findlingen errichtete Anlage wird auch als Zerbster Tor bezeichnet. Vermutlich gehörten zur Stadtbefestigung ursprünglich zwei Tore. Als zweites Tor bestand zumindest im westlichen Teil der Befestigung das Magdeburger Tor.
Im örtlichen Denkmalverzeichnis ist die Stadtbefestigung unter der Erfassungsnummer 094 71083 als Baudenkmal verzeichnet. Unmittelbar nordwestlich grenzt das gleichfalls denkmalgeschützte Haus Grätzer Straße 22 an.